# Sor Juana (krater)
Sor Juana är en nedslagskrater på planeten Merkurius, med en diameter på ungefär 102 kilometer.
1979 uppkallades kratern efter förfataren Juana Inés de la Cruz.